# Stalag V A

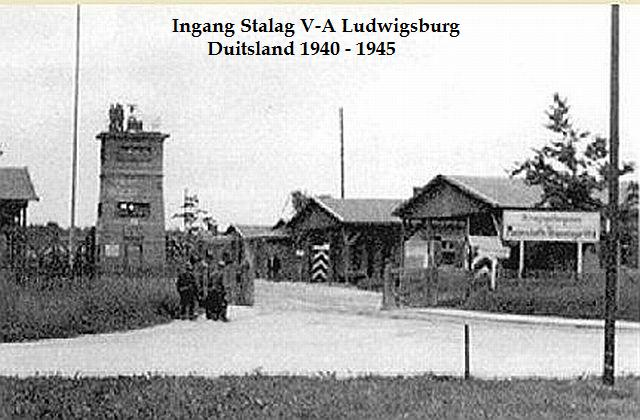
Eingang von Stalag V A bei Ludwigsburg, um 1940 bis 1945

Stalag V A war ein deutsches, zum Wehrkreis V gehöriges Kriegsgefangenenlager (Stammlager) am südlichen Stadtrand von Ludwigsburg. Während des Zweiten Weltkrieges waren alliierte Kriegsgefangene verschiedener Nationalitäten darin inhaftiert. 

## Geschichte
Das Lager befand sich auf dem am südlichen Stadtrand von Ludwigsburg gelegenen ehemaligen Exerzierplatz. Dieser wurde seit 1830 mehrfach vergrößert und erstreckte sich über ein als „Großer See“ bekanntes sumpfiges Gelände, das sich überwiegend auf den Gemarkungen von Kornwestheim und Aldingen am Neckar befand. 1935 wurde am Nordrand des Exerzierplatzes ein Militärbarackenlager aus Backsteinbauten sowie 1938 ein Pferdelazarett erbaut. Ab 1939, nach dem Überfall auf Polen, wurde das Barackenlager zunächst als Durchgangslager für polnische Gefangene genutzt. Ab etwa 1940 erfolgte die Nutzung als Stammlager und Benennung als „Stalag V A“.
Die Dächer der Gebäude innerhalb des Lagers wurden mit „KG“ für Kriegsgefangene gekennzeichnet. Zudem fanden sich auf den Dächern rote Kreuze, um sicherzustellen, dass die alliierten Flugzeuge das Lager nicht ins Visier nahmen. Die Kommandantur des Stalags V A befand sich in der Ludwigsburger Krabbenloch-Kaserne. In Münsingen war ein Zweiglager für sowjetische Gefangene eingerichtet worden.
1945 wurde das Lager evakuiert und die aus nahezu allen am Krieg teilnehmenden Nationen stammenden Kriegsgefangenen zu Märschen quer durch Süddeutschland gezwungen.
Die US-Armee nutzte das Lager anschließend bis 1946 unter dem Namen Internment Camp 71 als Internierungslager für NS-Funktionäre. Ab 1947 entstand aus dem Barackenlager die zivile Wohnsiedlung Grünbühl und ab 1955 südlich daran angrenzend Pattonville.